# Џулијан Асанж
Џулијан Пол Асанж (енгл. Julian Paul Assange; Таунсвил, 3. јул 1971) аустралијски је новинар и активиста. Познат је као оснивач веб-сајта Викиликс, чији је портпарол и уредник. Пре рада на сајту, био је студент физике и математике и програмер. Године 2010. привукао је међународну пажњу када је Викиликс објавио низ тајних података које је Асанжу доставила обавештајна аналитичарка америчке војске Челси Менинг: снимак америчког ваздушног напада у Багдаду, америчке војне дневнике из ратова у Авганистану и Ираку, као и америчке дипломатске депеше. Асанж је освојио више награда за издаваштво и новинарство.

## Биографија
У својој 16. години Асанж постаје хакер. Ухапшен је 1991. због упада на рачунаре. Изјаснио се кривим по свим тачкама оптужнице, али је због доброг владања осуђен на новчану казну од 2.100 аустралијских долара.
Џулијан Асанж је основао сајт Викиликс 2006. на свом кућном серверу. Од тада је Викиликс објавио стотине хиљада докумената о екстраправним убиствима у Кенији, о токсичном отпаду у Обали Слоноваче, Сајентолошкој цркви, затвору Гвантанамо, банкама попут Јулијус Бер и Кауптинг, ратовима у Авганистану и Ираку, као и дипломатске депеше америчких амбасада и конзулата у свету.
У новембру 2010. Шведска је издала европски налог за хапшење Асанжа, ради испитивања у истрази Шведске. Након што је изгубио жалбу на налог, прекршио је кауцију и склонио се у амбасаду Еквадора у Лондону у јуну 2012. Еквадор му је одобрио азил у августу 2012. на основу политичког прогона и страха да би могао бити изручен САД. Године 2013. кандидовао се на изборима за народне посланике Сената Аустралије и покренуо политичку странку Викиликс, али није успео да освоји мандат. Шведски тужиоци одустали су од истраге 2019.
Средином децембра 2020. одлазећи председник САД Доналд Трамп најавио је да ће помиловати Асанжа, иако пресуда лондонскога суда још није донесена.
Маја 2024. изабран је почасног члана Удружења новинара Републике Српске.

## Политички азил
Еквадор је 16. августа 2012. године одобрио политички азил Џулијану Асанжу, који се крије у амбасади те земље у Лондону од 19. јуна исте године. Британске власти су саопштиле да без обзира на одлуку неће допустити Асанжу да напусти земљу, јер су „истрајне у намери да га испоруче“. Званични Еквадор је објавио да им је „јавно запрећено рацијом“.
Асанж, који негира све оптужбе, тврди да се иза одлуке да буде испоручен крије намера да га Швеђани проследе властима САД, које ће му под оптужбом за шпијунажу судити због објављивања тајних информација. Министар спољних послова Еквадора Рикардо Патињо је изјавио да су „Асанжова страховања од политичког суђења потпуно оправдана“ и навео да је његова земља верна традицији да штити оне који су угрожени.
Асанж је ипак ухапшен 11. априла 2019. и нашао се у полицијској станици у Лондону након што му је Еквадор укинуо азил после седам година и одузео држављанство. Он је тврдио да није прекршио услове кауције па је истог дана проглашен кривим јер је одбио да се преда. Викиликс је саопштио да је Еквадор нелегално укинуо азил Асанжу и да је прекршио међународно право.

## Дела
- Underground: Tales of Hacking, Madness and Obsession on the Electronic Frontier (1997)
- Cypherpunks: Freedom and the Future of the Internet. OR Books, 2012.  978-1-939293-00-8.
- When Google Met WikiLeaks. OR Books, 2014.  978-1-939293-57-2.
- The WikiLeaks Files: The World According to The US Empire. By WikiLeaks. Verso Books, 2015.  978-1-781688-74-8 (са предговором Ансажа).[16]